# Jarmila Bilková
Jarmila Bilková (1. října 1926 – ???) byla česká a československá politička Komunistické strany Československa a poúnorová poslankyně Národního shromáždění ČSSR a Sněmovny lidu Federálního shromáždění.

## Biografie
Ve volbách roku 1960 byla zvolena za KSČ do Národního shromáždění ČSSR za Západočeský kraj. Mandát obhájila ve volbách v roce 1964. V Národním shromáždění zasedala až do konce jeho funkčního období v roce 1968. K roku 1964 se uvádí profesně jako dělnice n. p. Gremona v Lubech u Chebu, k roku 1968 jako leštička houslí z volebního obvodu Mariánské Lázně.
Po federalizaci Československa usedla roku 1969 do Sněmovny lidu Federálního shromáždění (volební obvod Mariánské Lázně), kde setrvala až do konce funkčního období, tedy do voleb v roce 1971.